# سیلی کورپوریشن
سیلی کورپوریشن (انگلیسی: Sealy Corporation) شرکت لوازم خانگی آمریکایی است، که در سال ۱۸۸۱ تأسیس شد.